# Frasera carolinensis
Frasera carolinensis är en gentianaväxtart som beskrevs av Thomas Walter. Frasera carolinensis ingår i släktet Frasera och familjen gentianaväxter. Inga underarter finns listade i Catalogue of Life.